# Fosse no 12 bis des mines de Lens
La fosse no 12 bis dite du docteur Barrois de la Compagnie des mines de Lens est un ancien charbonnage du Bassin minier du Nord-Pas-de-Calais, situé à Lens. le puits d'aérage no 12 bis est commencé le 12 octobre 1904 ou en 1905, une dizaine d'années après la mise en service de la fosse no 12. La fosse est détruite durant la Première Guerre mondiale, elle est reconstruite avec un chevalement en béton armé.
La Compagnie des mines de Lens est nationalisée en 1946, et intègre le Groupe de Lens. En 1952, ce dernier fusionne avec le Groupe de Liévin pour former le Groupe de Lens-Liévin. La fosse no 12 bis cesse d'aérer en 1976, date à laquelle son puits est remblayé. Les installations sont détruites huit ans plus tard.
Au début du XXIe siècle, Charbonnages de France matérialise la tête de puits no 12 bis. La carreau de fosse est reconverti en une zone industrielle.

## La fosse

### Fonçage
La fosse d'aérage no 12 bis est commencée à Lens le 12 octobre 1904 ou en 1905, à 646 mètres au sud de la fosse no 12, mise en service en 1894. Le puits no 12 bis est foncé par le procédé de congélation des terrains. Le cuvelage est maçonné en briques de l'orifice du puits à la profondeur de seize mètres, en fonte jusque 25 mètres, et en bois jusque 101,94 mètres.

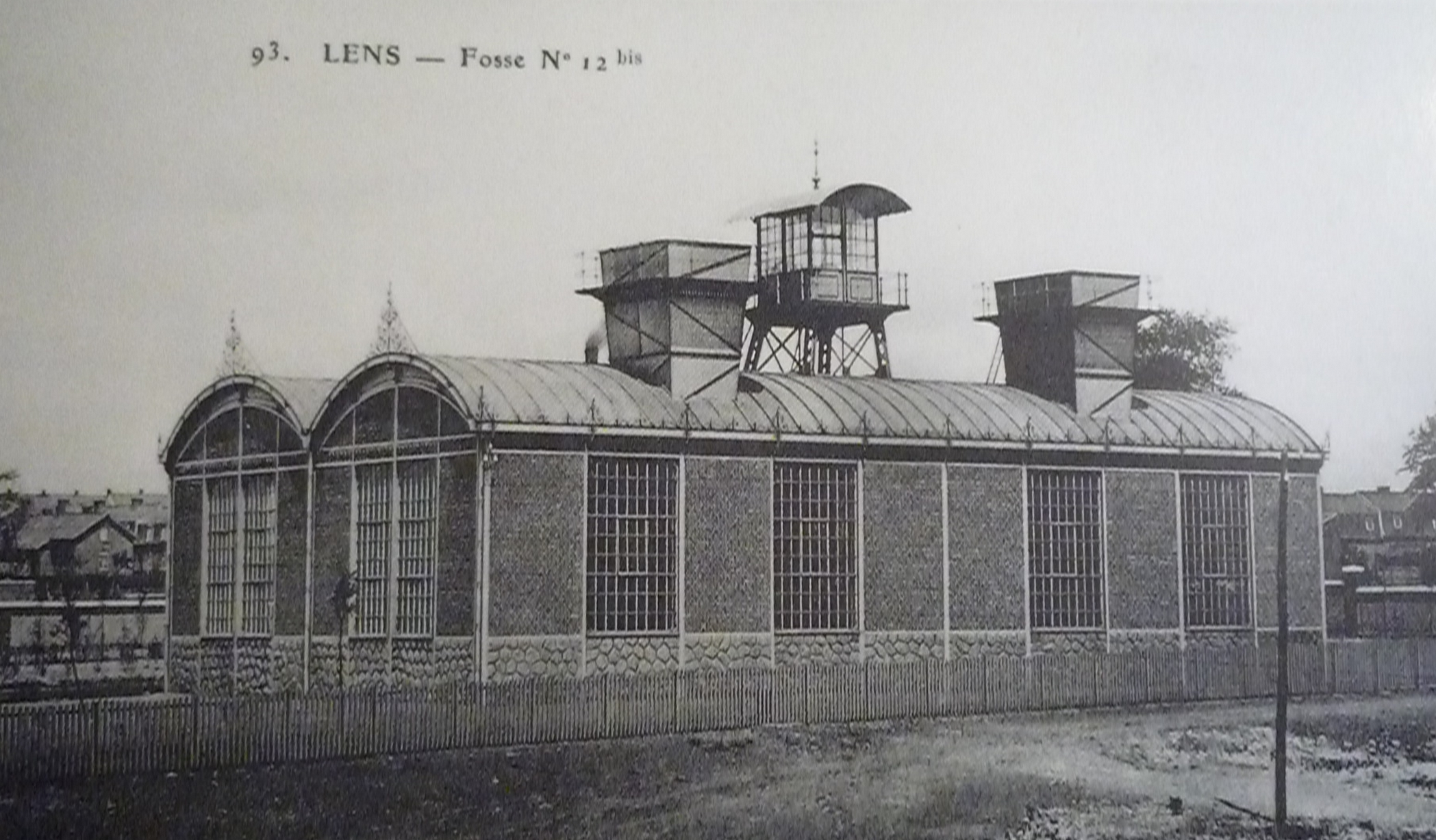
La fosse no 12 bis avant la guerre.

Elle est également nommée fosse du docteur Barrois.

### Exploitation
La fosse est détruite durant la Première Guerre mondiale. Elle est ensuite reconstruite avec un chevalement en béton armé. Les murs de la fosse présentent la particularité d'être recouverts de pierres. Certaines habitations bâties dans la rue de Christophe Colomb, qui ramène vers le carreau de la fosse no 12 bis ont été construites avec un procédé similaire,,.
La Compagnie des mines de Lens est nationalisée en 1946, et intègre le Groupe de Lens. En 1952, ce dernier fusionne avec le Groupe de Liévin pour former le Groupe de Lens-Liévin. La fosse no 12 est concentrée sur la fosse no 11 - 19 en 1967, la fosse no 12 bis assure alors l'aérage pour la concentration, jusqu'en 1976, date à laquelle elle devient inutile à la suite de l'installation de ventilateurs à la fosse no 9. Le puits no 12 bis, profond de 626 mètres, est alors remblayé. Les installations sont détruites en 1984.

### Reconversion
Au début du XXIe siècle, Charbonnages de France matérialise la tête de puits. Le BRGM y effectue des inspections chaque année. Il ne reste rien de la fosse.

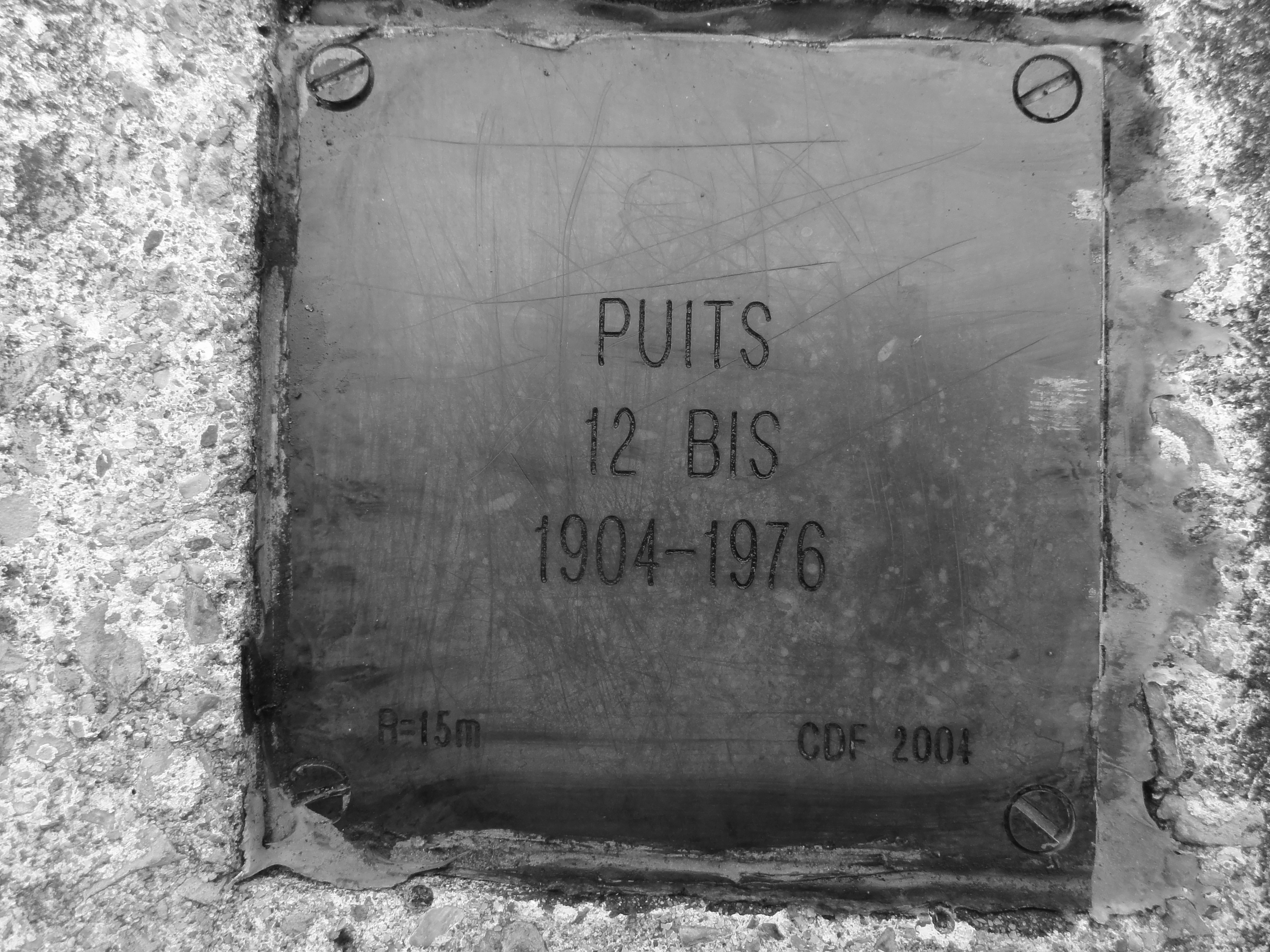
Puits no 12 bis, 1904 - 1976.
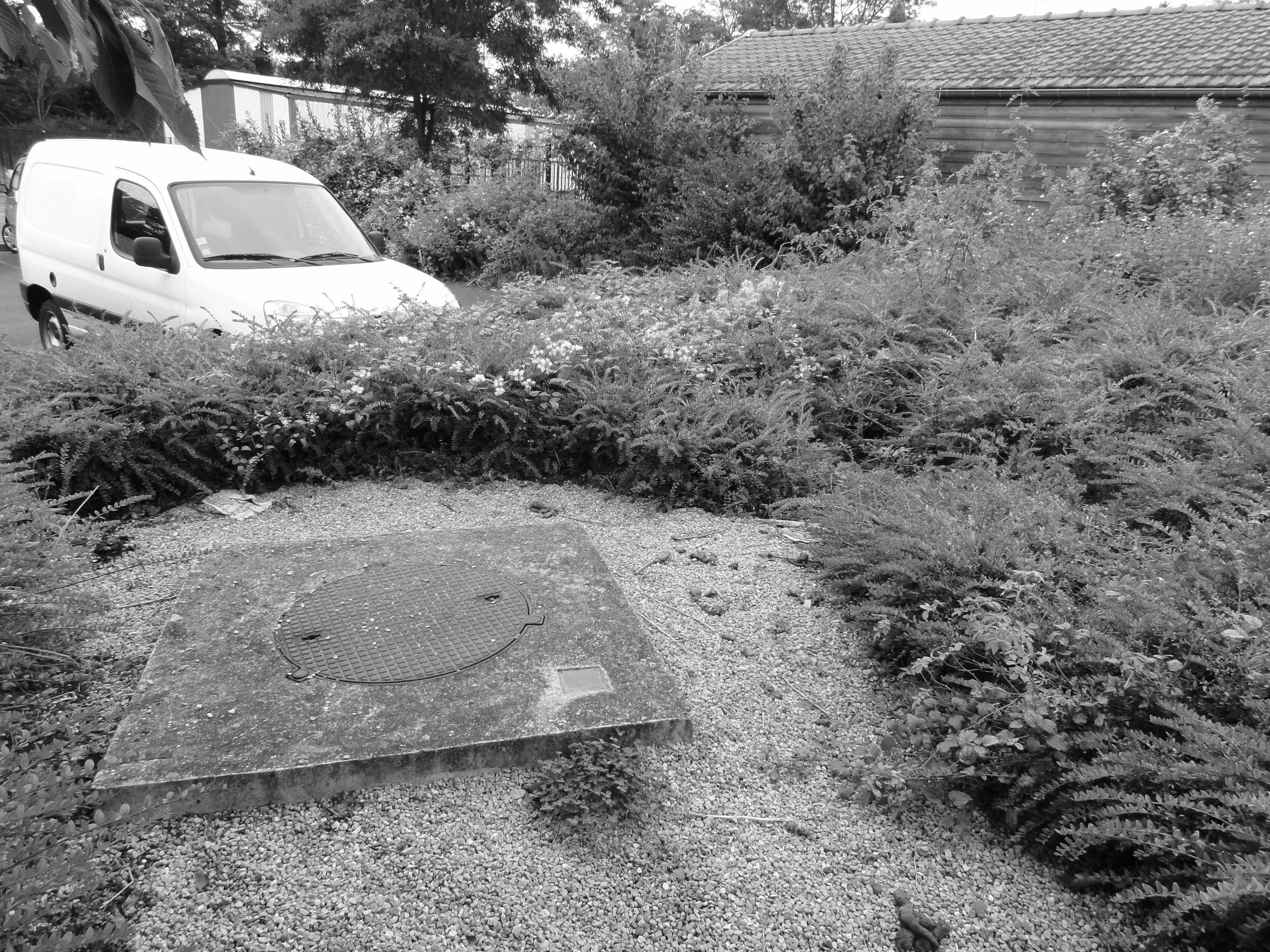
Le puits dans son environnement.
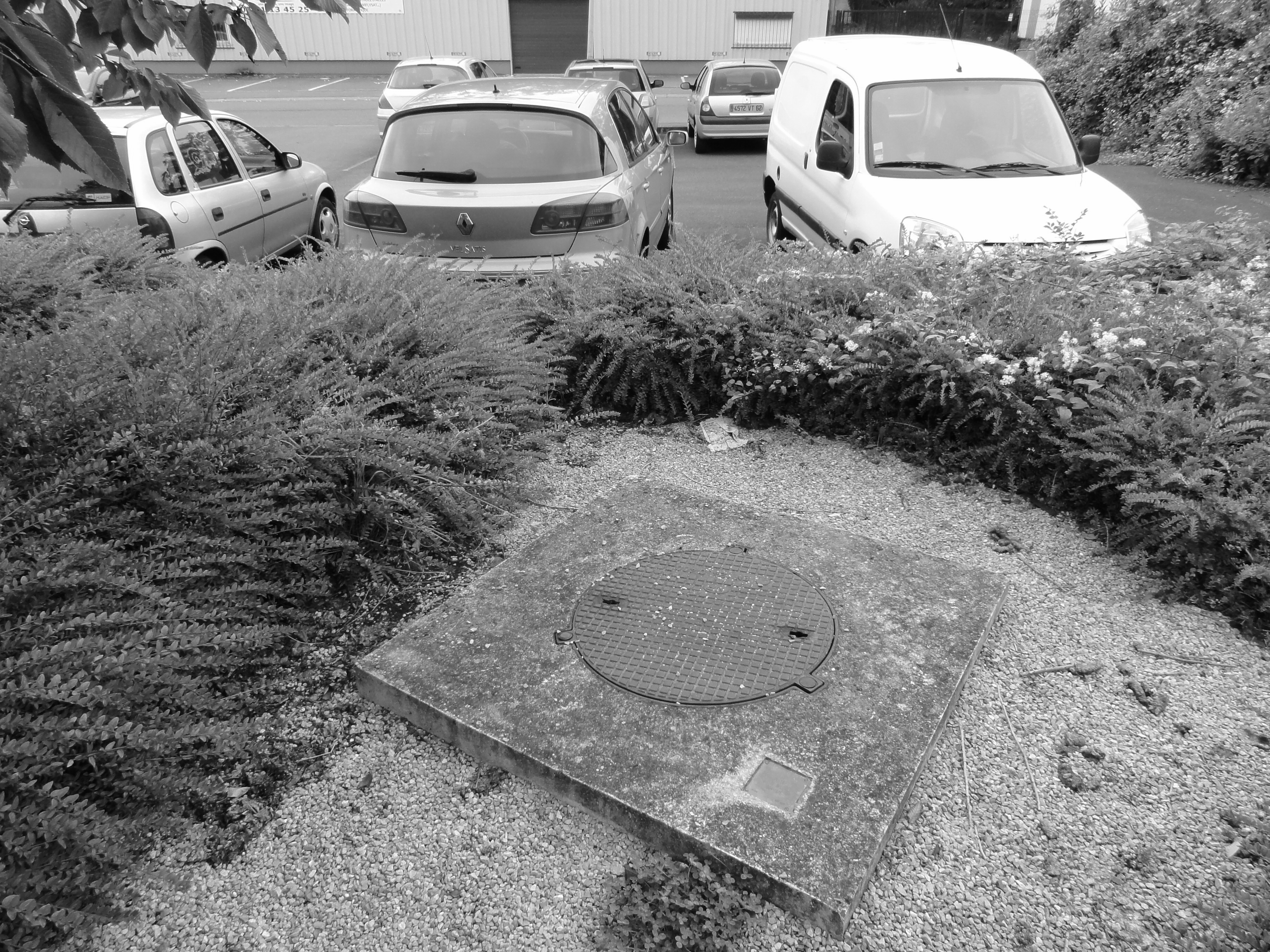
Le puits dans son environnement.
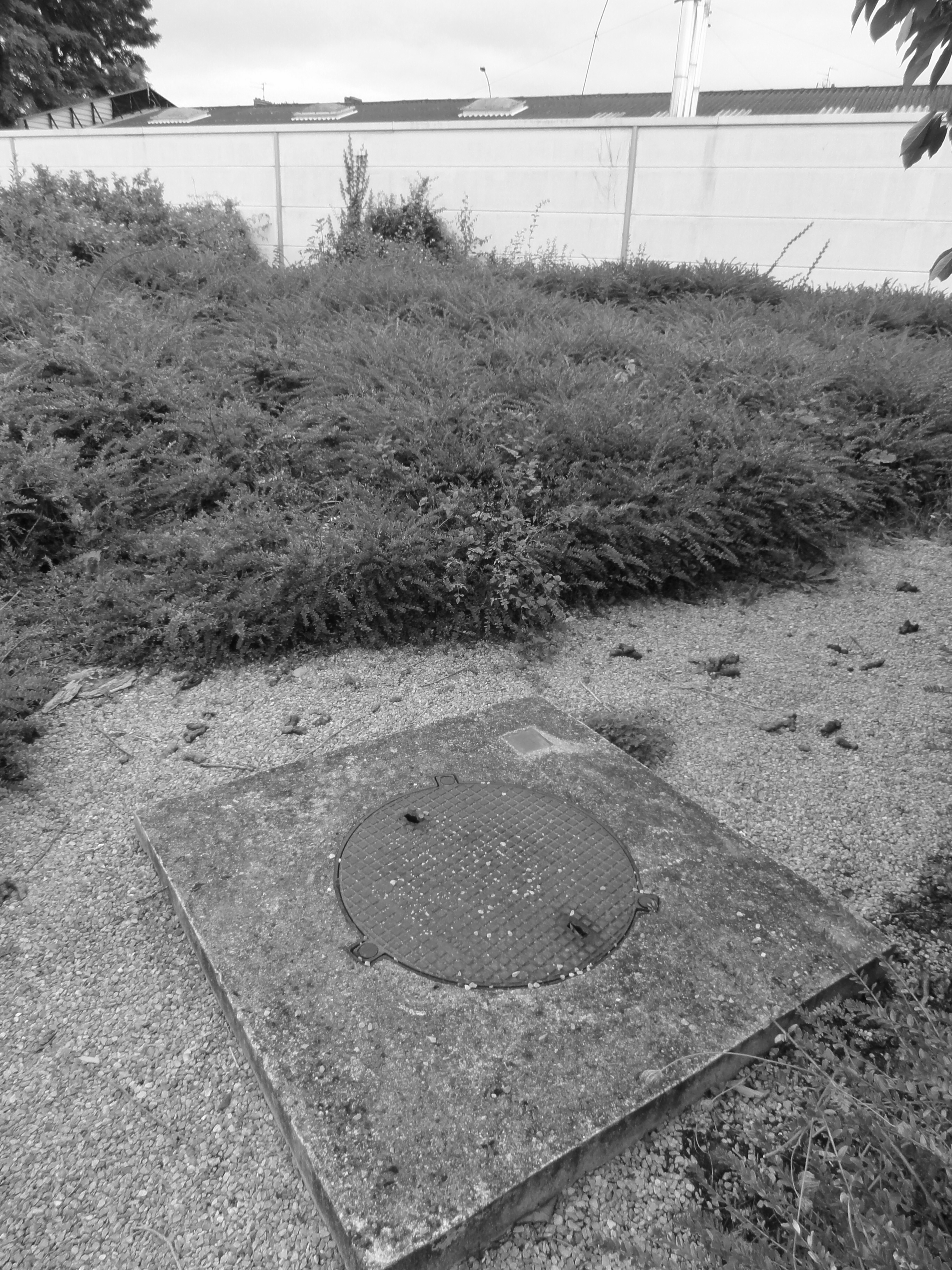
Le puits dans son environnement.
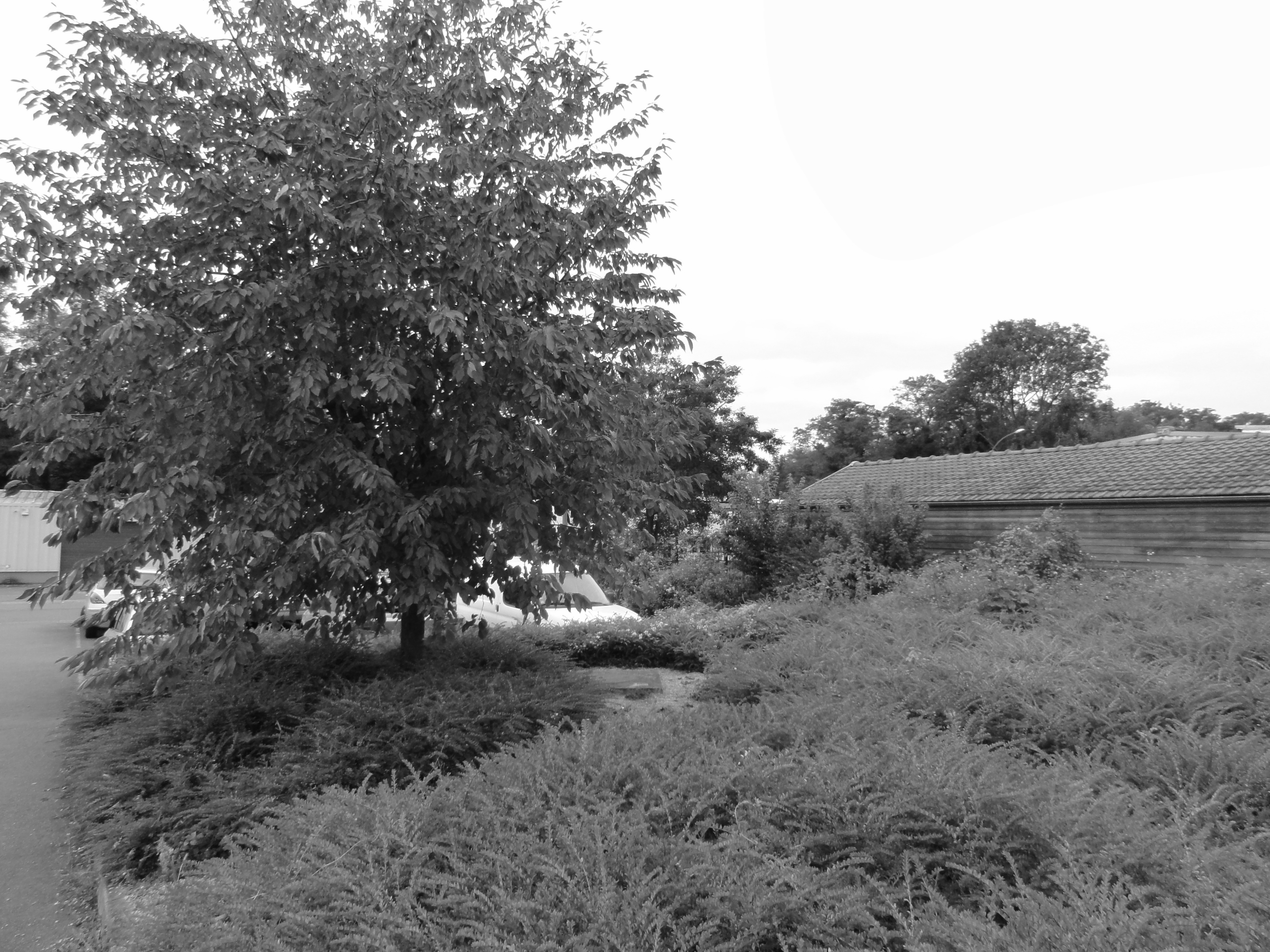
Le puits dans son environnement.
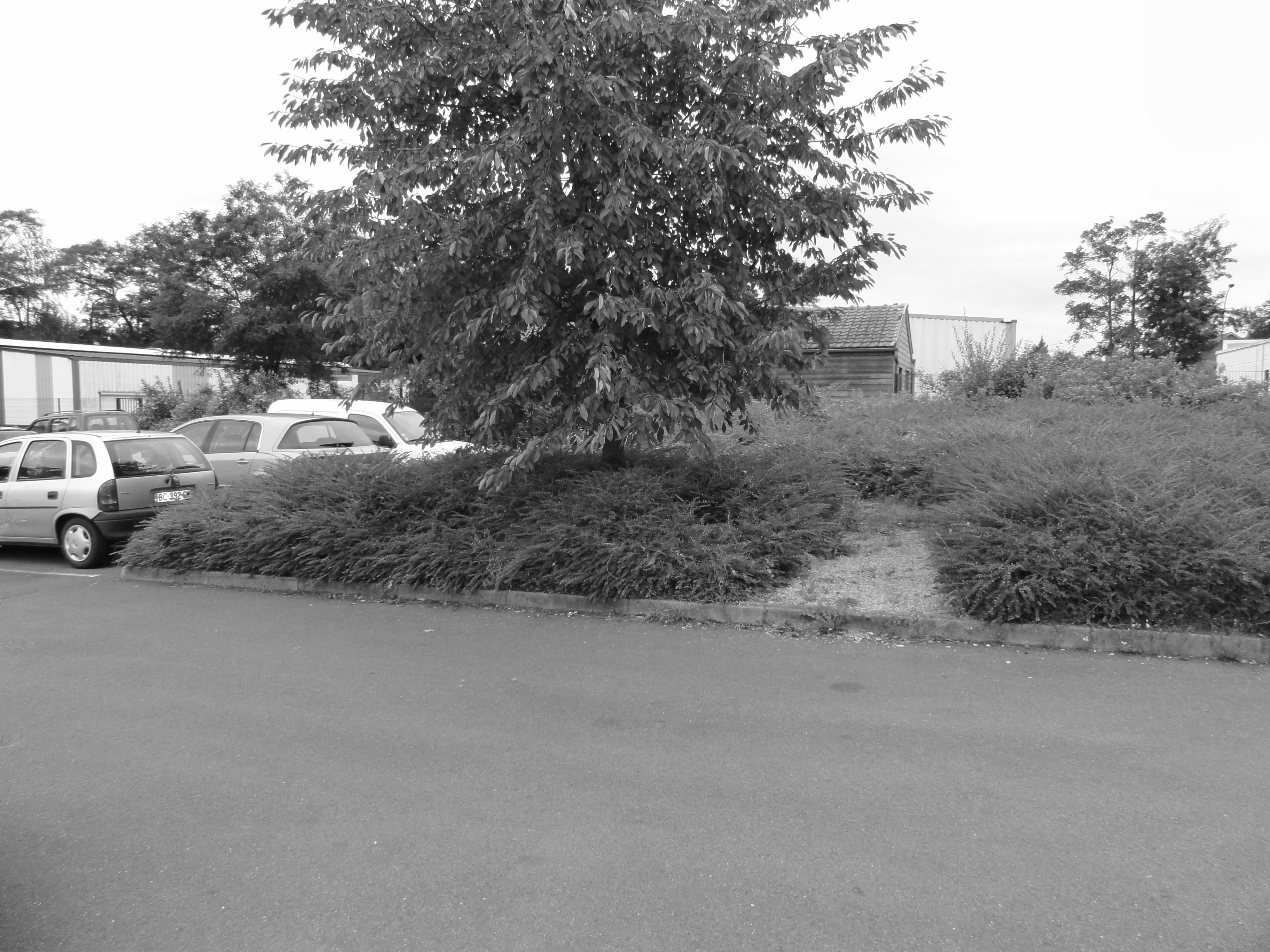
Le puits dans son environnement.